# Okręgi na Jersey

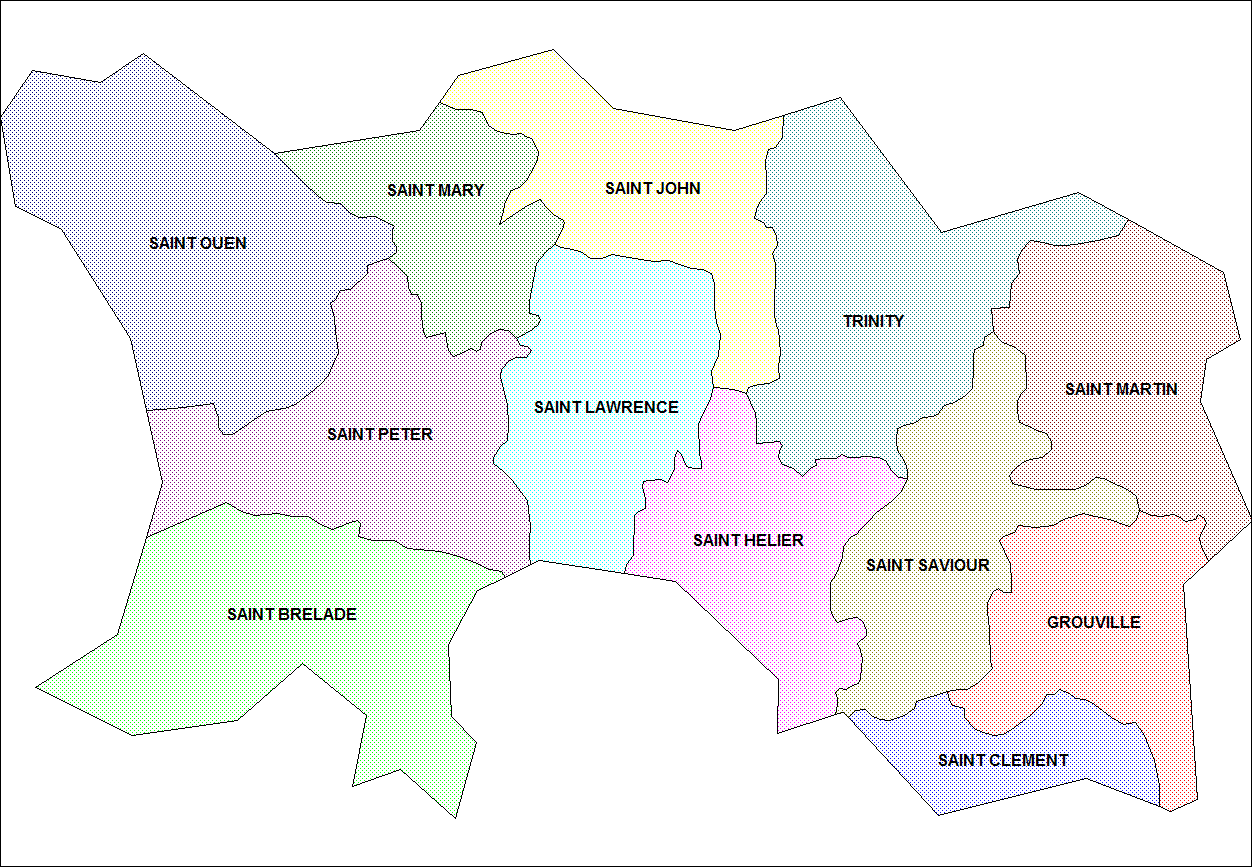
Podział administracyjny Jersey na okręgi (parishes)

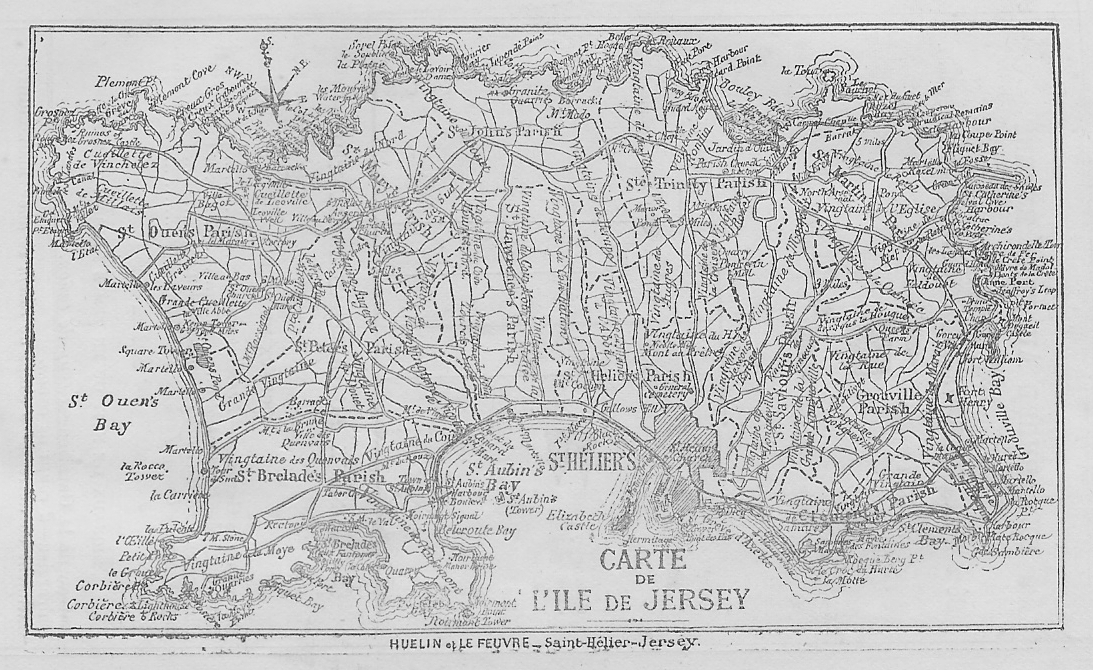
Mapa Jersey z 1891 r. z podziałem wyspy na okręgi (parishes) i na vingtaines (wioski)

Wyspa Jersey podzielona jest na 12 okręgów (parish, parishes). Nazwa każdego parish-a pochodzi od imienia patrona kościoła parafialnego znajdującego się w danym okręgu. Zgodnie z tradycją każdy parish ma dostęp do morza. 
Przewodniczącym każdego okręgu jest connétable, zaś sam connétable wybierany jest w publicznych wyborach na czteroletnią kadencję.
Okręgi na Jersey są jeszcze podzielone na mniejsze jednostki terytorialne – vingtaines (wioski).
Obecnie największym parish-em na wyspie jest okręg Saint Helier, który pełni również funkcję stolicy Jersey.

## Okręgi (parishes) na wyspie Jersey
Lista okręgów na wyspie Jersey, liczba ludności w każdym z nich pochodzi ze spisu z 2011 r., natomiast podana powierzchnia każdego z nich jest zgodna z danymi ze strony internetowej rządu Jersey.
| lp. | Okręg (parish) | Liczba ludności (wg spisu z 2011 r.) | Powierzchnia (w km²) | Gęstość zaludnienia (osób/km²) |
| --- | -------------- | ------------------------------------ | -------------------- | ------------------------------ |
| 1   | Saint Helier   | 33,522                               | 10                   | 3,200                          |
| 2   | Saint Saviour  | 13,580                               | 9                    | 1,500                          |
| 3   | Saint Brélade  | 10,568                               | 13                   | 830                            |
| 4   | Saint Clement  | 9,221                                | 4                    | 2,200                          |
| 5   | Saint Lawrence | 5,418                                | 10                   | 570                            |
| 6   | Saint Peter    | 5,003                                | 12                   | 430                            |
| 7   | Grouville      | 4,866                                | 8                    | 620                            |
| 8   | Saint Ouen     | 4,097                                | 15                   | 270                            |
| 9   | Saint Martin   | 3,763                                | 10                   | 370                            |
| 10  | Trinity        | 3,156                                | 13                   | 260                            |
| 11  | Saint John     | 2,911                                | 9                    | 330                            |
| 12  | Saint Mary     | 1,752                                | 7                    | 270                            |